# علم طاجيكستان
أعتمد علم جمهورية طاجيكستان (بالطاجيكية: Парчами Тоҷикистон)‏ في 24 تشرين الثاني - نوفمبر من سنة 1992 ويتكون العلم الطاجيكي من ثلاثة أشرطة أفقية غير متساوية هي الأحمر والأبيض والأخضر بنسبة 2:3:2 وفي وسط الشريط الأبيض يوجد تاج فوقه سبعة نجوم خماسية باللون الذهبي، والعلم الطاجيكي مشابه للعلم المجري ولكن مع إضافة تاج يعلوه قوس من سبعة نجوم باللون الذهبي إلى وسط الشريط الأبيض والاختلاف في تناسب ودرجات الألوان الثلاثة الأفقية. يوم العلم هو 24 نوفمبر، وهو اليوم الذي اعتماد فيه العلم رسميًا.

## التصميم والرمزية
علم طاجيكستان علم ثلاثي الألوان من الأحمر والأبيض والأخضر. يمثل اللون الأحمر وحدة الأمة وكذلك النصر وشروق الشمس. يمثل اللون الأحمر أيضًا رمزًا للعصرين السابقين الروسي والسوفيتي، والعمال، والمحاربين الذين ضحوا بحياتهم من أجل حماية الأرض. يمثل اللون الأبيض الطهارة والأخلاق والثلج والجليد في الجبال والقطن. يمثل اللون الأخضر الإسلام والطبيعة والوديان الخصبة ونوروز. بحسب التفسيرات الأخرى يمثل الشريط الأحمر طبقة العمال اليدويين ويمثل الشريط الأبيض طبقة العمال المثقفين، ويمثل اللون الأخضر الطبقة الزراعية التي تعيش في ريف طاجيكستان أو المناطق الجبلية.
يحتل التاج والنجوم 80٪ من ارتفاع الشريط الأبيض. يمثل التاج السلالة السامانية والشعب الطاجيكي. يتميز علم طاجيكستان بسبعة نجوم نظرًا لأهمية الرقم سبعة في الأساطير الفارسية، والتي تمثل الكمال والسعادة.
| (1992–الآن)                          | أبيض        | أحمر         | أصفر       | أخضر         |
| ------------------------------------ | ----------- | ------------ | ---------- | ------------ |
| بانتون                               | Safe        | 3546c        | 7406c      | 2273c        |
| النموذج اللوني سيان ماجنتا أصفر أسود | 0-0-0-0     | 0-100-100-20 | 0-21-100-3 | 100-0-100-60 |
| النموذج اللوني أحمر أخضر أزرق        | 255-255-255 | 205-0-0      | 248-196-0  | 0-102-0      |
| ألوان الويب                          | #FFFFFF     | #CD0000      | #F8C400    | #006600      |

## التاريخ
تحت الحكم السوفيتي، استخدمت جمهورية الاتحاد علمًا مشتقًا من علم الاتحاد السوفيتي ويمثل الشيوعية تمت الموافقة عليه في عام 1953. العلم مشابه لتصميم الاتحاد السوفيتي ولكن مع إضافة شريط أبيض وأخضر. كان اللون الأحمر يرمز إلى الثورة العمالية، والقطن الأبيض يرمز إلى الزراعة.

## أعلام سابقة

علم جمهورية بخارى السوفيتية الاشتراكية مابين 14 آب من سنة 1923 إلى 19 أيلول من سنة 1924.
علم جمهورية طاجيكستان الذاتية الحكم السوفيتية الاشتراكية مابين عامي 1924 - 1929.
علم جمهورية طاجيكستان الذاتية الحكم السوفيتية الاشتراكية مابين عامي 1929 - 1931.
علم جمهورية طاجيكستان السوفيتية الاشتراكية مابين عامي 1953 - 1991علم جمهورية طاجيكستان السوفيتية الاشتراكية مابين عامي 1953 - 1991
العلم المؤقت لجمهورية طاجيكستان مابين عامي 1991 - 1992

## أعلام مشابهة

علم المجر
علم إيران
علم أرض الصومال
علم كردستان